# Cuthbert Ottaway
Cuthbert John Ottaway (Dover, 19 luglio 1850 – Londra, 2 aprile 1878) è stato un calciatore inglese, di ruolo attaccante. Rimane nella storia del calcio per essere stato il primo capitano della Nazionale inglese nella prima partita calcistica internazionale riconosciuta ufficialmente.
Ha rappresentato la sua Università in cinque sport diversi (record ad oggi imbattuto), ed è stato anche un buon giocatore di cricket fino al suo pensionamento, avvenuto poco prima della sua morte, avvenuta a 27 anni.

## Biografia
Cuthbert John Ottaway nasce a Dover, figlio unico di James Ottaway, chirurgo ed ex sindaco della città. Viene educato ad Eton, dove ottiene una borsa di studio per il College, e al Brasenose College di Oxford dove dimostra la sua polivalenza sportiva. Rappresenta la sua scuola nel match annuale di cricket contro il College di Harrow, due volte vincitore del Campionato di Doppio di Racquets delle Scuole Pubbliche, vincendo un Blue (riconoscimento dato agli atleti dell'Università) per rappresentare l'Università nel calcio (1874), nel cricket (1870-1873), nel racquets (1870-1873), nell'atletica leggera (1873) e nella pallacorda (1870-1872). Ricordando Ottaway dopo la morte, un giornale di Oxford scrisse:
Ottaway legge i Classici al Brasenose, e diviene un barrister nel 1873. Nell'agosto del 1877 si sposa con Marion Stinson, una ragazza conosciuta quando Ottaway aveva 13 anni, mentre stava facendo un tour in Canada con la Nazionale inglese di cricket. Pratica legge fino alla morte, avvenuta a Londra durante una notte di ballo. La causa precisa della morte non è stata mai chiarita: probabilmente era predisposto alle malattie respiratorie oppure poteva aver contratto la tubercolosi precedentemente.

## Carriera

### Club
I più grandi successi di Ottaway sono nella sua carriera da calciatore. Gioca per diverse società: Old Etonians, Oxford University, Crystal Palace e Marlow.
Partecipa a tre finali di FA Cup: nel 1873 perde 1-2 contro il Wanderers, nel 1874 vince 2-0 contro i Royal Engineers e nel 1875, vestendo la maglia dell'Old Etonians, perde 2-0 contro i Royal Engineers. Era noto per la sua velocità e per la sua abilità nel dribbling (in un periodo nel quale con "dribbling" s'intende un giocatore che riesce a mantenere il controllo del pallone il più a lungo possibile fino a quando non viene contrastato).
Ottaway ha avuto un ruolo importante in due delle tre finali di FA Cup disputate: nel 1874 ha capitanato l'Oxford, riuscendo a portare la maggior parte della squadra avversaria nella propria metà campo. Inoltre, partecipa all'azione che dà vita al secondo gol dell'Università di Oxford. Nel 1875 Ottaway gioca la finale contro i Royal Engineers ma subisce un grave infortunio alla caviglia ed è costretto ad abbandonare il campo. La finale si conclude 1-1. Ottaway non riesce a recuperare per il replay, giocatosi solamente 3 giorni dopo e la società di Eton perde altri 3 giocatori: non riuscendo a trovare dei validi sostituti e arrivando con un'ora di ritardo, gli Old Etonians perdono la finale 0-2 a tavolino.
Dopo l'infortunio è molto probabile che Ottaway chiuse la sua carriera da calciatore.

### Nazionale
Fece parte della nazionale inglese che partecipò al primo incontro fra nazionali di tutti i tempi. In quella partita fu anche capitano della propria squadra.

## Statistiche

### Cronologia presenze e reti in Nazionale
| Cronologia completa delle presenze e delle reti in nazionale ― Inghilterra | Cronologia completa delle presenze e delle reti in nazionale ― Inghilterra | Cronologia completa delle presenze e delle reti in nazionale ― Inghilterra | Cronologia completa delle presenze e delle reti in nazionale ― Inghilterra | Cronologia completa delle presenze e delle reti in nazionale ― Inghilterra | Cronologia completa delle presenze e delle reti in nazionale ― Inghilterra | Cronologia completa delle presenze e delle reti in nazionale ― Inghilterra | Cronologia completa delle presenze e delle reti in nazionale ― Inghilterra |
| Data                                                                       | Città                                                                      | In casa                                                                    | Risultato                                                                  | Ospiti                                                                     | Competizione                                                               | Reti                                                                       | Note                                                                       |
| -------------------------------------------------------------------------- | -------------------------------------------------------------------------- | -------------------------------------------------------------------------- | -------------------------------------------------------------------------- | -------------------------------------------------------------------------- | -------------------------------------------------------------------------- | -------------------------------------------------------------------------- | -------------------------------------------------------------------------- |
| 30-11-1872                                                                 | Glasgow                                                                    | Scozia                                                                     | 0 – 0                                                                      | Inghilterra                                                                | Amichevole                                                                 | -                                                                          | Cap. - Prima partita tra nazionali di tutti i tempi                        |
| 7-3-1874                                                                   | Glasgow                                                                    | Scozia                                                                     | 2 – 1                                                                      | Inghilterra                                                                | Amichevole                                                                 | -                                                                          | Prima vittoria della nazionale scozzese                                    |
| Totale                                                                     |                                                                            | Presenze                                                                   | 2                                                                          |                                                                            | Reti                                                                       | 0                                                                          |                                                                            |

### Record
- Primo capitano della nazionale inglese e primo capitano in assoluto di una nazionale insieme allo scozzese Robert W. Gardner.

## Palmarès

### Club

#### Competizioni nazionali
- Coppa d'Inghilterra: 1

Oxford University: 1873-1874